# Osamu Satō (boxe anglaise)
Osamu Satō (佐藤 修, Satō Osamu) est un boxeur japonais né le 16 décembre 1976 à Kōbe.

## Carrière
Champion d'Asie OPBF des super-coqs en 2001, il devient champion du monde WBA de la catégorie le 18 mai 2002 après sa victoire par KO au 8e round face à Yoddamrong Sithyodthong. Satō perd en revanche son titre dès le combat suivant le 9 octobre 2002 contre le français Salim Medjkoune et met un terme à sa carrière en 2004 sur un bilan de 26 victoires, 3 défaites et 3 matchs nuls.